# 克里普矿物

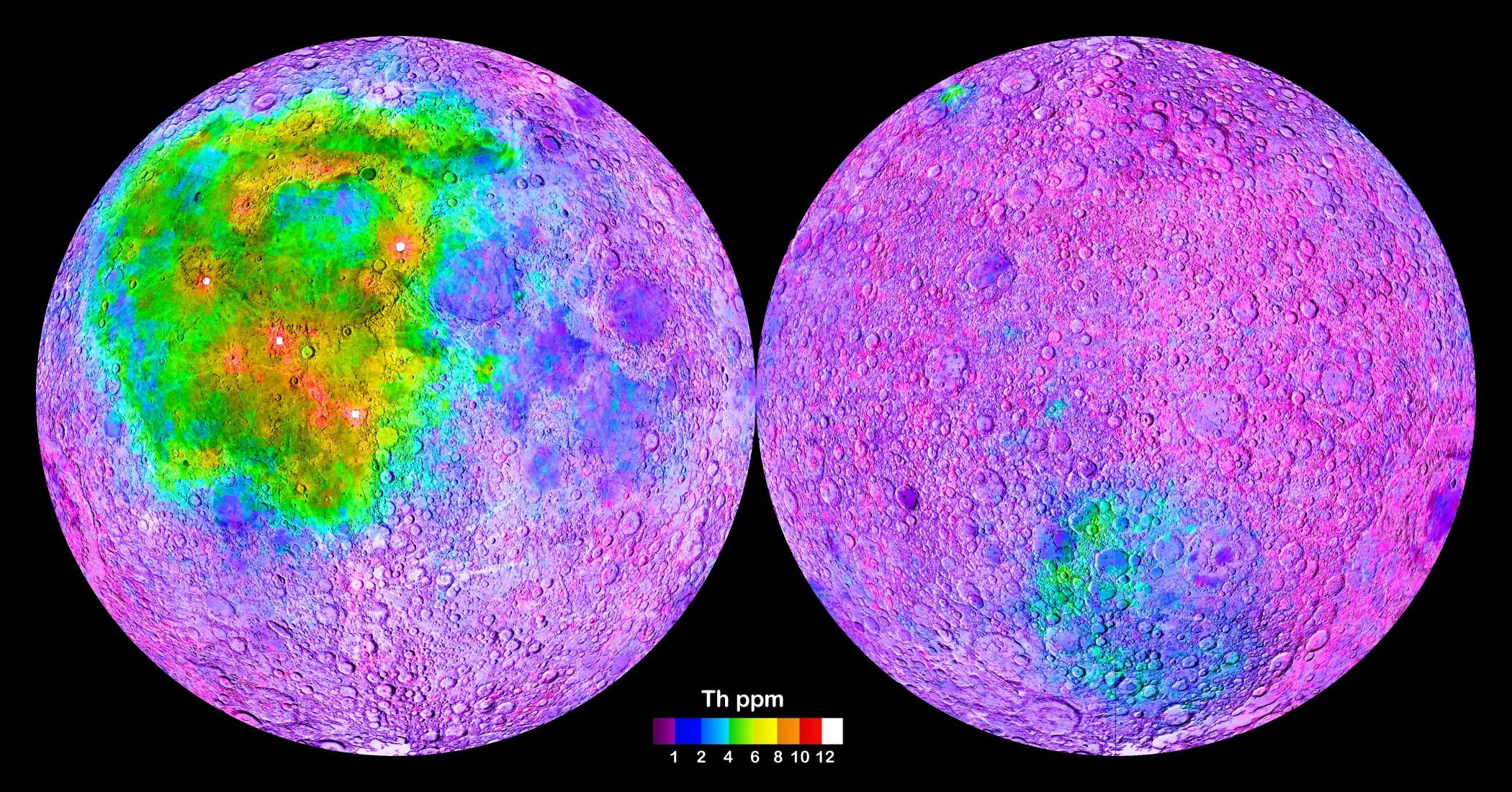
月球探勘者映射出月球的釷濃度。釷與克里普礦物的位置有著密切關聯。

克里普（KREEP）這個字建構自字母K（鉀的元素符號）、REE（稀土元素，Rare Earth Elements）和P（磷），是一些被撞擊的月球角礫岩和玄武岩中的地球化學成分。其最顯著的特徵是絕大多數都有所謂的高濃度不相容元素。那些是集中在液相岩漿結晶和被稱為放射性元素的熱生產元素，即鈾、釷、鉀（由於存在著40K）。

## 獨特的成分
以質量計，典型的克里普包含大約1%鉀和磷的氧化物，百萬分20至25的銣，和比隕石高300至350倍的元素鑭。

## 可能的來源
克里普的起源被用來間接的推導月球的起源。這是現在所認知的大約在45億年前有一顆火星大小的天體忒伊亞撞擊地球。這種撞擊將大量的岩石碎片扔進環繞地球的軌道，最終聚集在一起形成了月球。
鑒於這種碰撞會產生大量的粉塵，並且推導出月球很大的部分是液化的，並形成了月球岩漿海。隨著這些岩漿結晶，像是橄欖石和輝石等礦物的沉澱到海底，形成月球的地函。
在凝固過程完成約75%時，鈣斜長石開始結晶，由於它的低密度，它漂浮在形成固體的地殼。因此，通常不相容的元素（即，那些通常在液相中會分異的）將逐漸被濃縮（集中）在岩漿中。因此，富含"克里普"的岩漿最先會被夾在地殼和地函之間。這種過程的證據來自月球的高地，構成高地的地殼含有富含克里普的岩石。

## 月球探勘者的測量
在月球探勘者任務成為月球的衛星之前，普遍認為在月球地殼下遍佈著克里普物質。然而，來自這顆衛星的γ射線光譜儀測量顯示克里普岩石主要集中在風暴洋和雨海的下方。這是一個獨特的月球地質區域，現在被稱為風暴洋克里普岩層。
遠離這個地區深挖入地殼下（和可能的地函），像是危難海、東方海和南極-艾特肯盆地，顯示在其外緣或噴發物內部只有少量或完全沒有克里普礦物。在風暴洋地殼（和/或地涵）的克里普岩體增強的產熱放射性元素幾乎可以肯定和月球正面海的火山活動的長期性和強度有關。

## 外部連結
- Moon articles in Planetary Science Research Discoveries（页面存档备份，存于）, including articles about KREEP